# فن العالم القديم

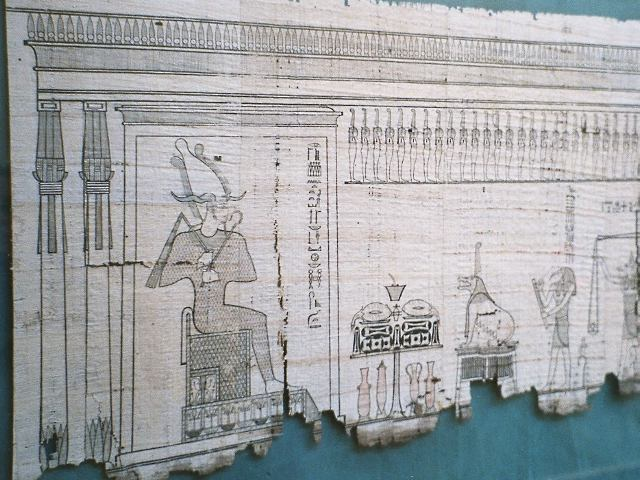
بردية مصرية قديمة.

يشير فن العالم القديم إلى أنواع عديدة من الفن الذي أنتجته الثقافات المتقدمة للمجتمعات القديمة بالإضافة إلى بعض أشكال الكتابة. من الأمثلة على هذه المجتمعات الصين القديمة والهند وبلاد ما بين النهرين وبلاد فارس وفلسطين ومصر واليونان وروما. عادة ما يُشار إلى فن المجتمعات التي لم تكن ملمة بالقراءة والكتابة بالفن ما قبل التاريخ ولن يجري تناوله هنا. على الرغم من أن بعض ثقافات ما قبل كولومبوس طورت الكتابة خلال القرون السابقة لوصول الأوروبيين، لأسباب تتعلق بالتأريخ تجري تغطيتها في فنون ما قبل كولومبوس وفي مقالات مثل فن المايا وفن الآزتك. يُذكر فن الأولمك في المقال أدناه.

## الشرق الأوسط، البحر المتوسط والهند

### مصر
بسبب الطبيعة الدينية المتشددة للحضارة المصرية القديمة، تصور العديد من الأعمال العظيمة في مصر القديمة الآلهة والإلهات والملوك الذين كانوا يُعتبرون من الآلهة أيضًا. يتميز الفن المصري القديم بفكرة النظام، إذ ساعدت على خلق الشعور بهذا النظام والتوازن في مصر القديمة، خطوط واضحة وبسيطة تمتزج مع أشكال بسيطة ومناطق مسطحة من الألوان. استخدم الفنانون المصريون القدماء خطوطًا مرجعية رأسية وأفقية للحفاظ على النسب الصحيحة في عملهم، وعلى النظام السياسي والديني والفني في الفن المصري. رُسمت الأشكال بأحجام لا ترتبط ببعدها الحقيقي عن منظور الرسام بل بالاعتماد على الأهمية النسبية. على سبيل المثال، يُرسم الفرعون باعتباره أكبر شخصية في اللوحة بغض النظر عن مكان وجوده، ويُرسم الإله الأكبر بحجم أكبر من الإله ذي المرتبة الأقل.
لعبت الرمزية دورًا مهمًا في ترسيخ حس النظام. حضرت الرمزية، التي تراوحت بين زي الملك (الذي كان يرمز لسلطته وحفاظه على النظام)، والرموز الفردية للآلهة والإلهات المصرية في كل جزء من الفن المصري، وتعتبر الحيوانات أشكالًا رمزية فيه. حمل اللون أيضًا معان واسعة، إذ كان يمثل كل من اللونين الأزرق والأخضر النيل والحياة، ورمز اللون الأصفر إلى الشمس والأحمر إلى القوة والحيوية. تمكنت الألوان في الأثريات المصرية من الصمود عبر القرون، بسبب المناخ الجاف في مصر.
كثيرًا ما يكون الفن المصري القديم واقعيًا إلى حد كبير، على الرغم من الشكل المهندم الناجم عن الافتقار إلى المنظور، إذ يُظهر الفنانون المصريون القدماء في كثير من الأحيان، معرفة متقدمة بالتشريح والاهتمام الدقيق بالتفاصيل، خصوصًا عند تصويرهم للحيوانات. اعتلى ملك باسم أخناتون العرش خلال عهد الأسرة الثامنة عشرة في مصر، وألغى مبدأ تعدد الآلهة التقليدي، وشكل ديانة توحيدية تعتمد على عبادة آتون وهو إله الشمس. قُدم نمط جديد من الفن واعتُبر أكثر طبيعية من النمط المنمق الجامد الذي ساد في الفن المصري لمدة 1700 سنة. عاد الفنانون المصريون إلى أساليبهم القديمة بعد وفاة أخناتون.
تفوق الخزف الذي أُنتج في العصور المصرية القديمة منذ 3500 قبل الميلاد في الواقع على الأواني الزجاجية المطلية بالقصدير التي تعود للقرن الخامس عشر في أوروبا. لم يُصنع الخزف المصري القديم من الطين، بل كان مصنوعًا من السيراميك الذي يتكون من المرو.

### بلاد ما بين النهرين
يُعتبر اسم بلاد ما بين النهرين اسمًا مستعارًا لمنطقة نهري دجلة والفرات، وتتوافق إلى حد كبير مع العراق في العصر الحديث، وكذلك مع بعض الأجزاء في شمال شرق سوريا وجنوب شرق تركيا وجنوب غرب إيران. تُعد بلاد ما بين النهرين «مهدًا للحضارة»، إذ نشأت داخل حدودها بعض من أكثر الحضارات القديمة المعروفة بتطويرها للكتابة والزراعة. ازدهرت العديد من الحضارات في تلك المنطقة تاركة وراءها تراثًا غنيًا من الفن القديم.
شمل العصر البرونزي في بلاد ما بين النهرين كلًا من الحضارة السومرية والإمبراطوريات الأكادية والبابلية والآشورية، بينما حُكمت في العصر الحديدي من قبل الإمبراطوريتين الآشورية الجديدة والبابلية الجديدة. سيطر السومريون والأكاديون الأصليون (بما في ذلك الآشوريين والبابليين) على بلاد ما بين النهرين منذ بداية التاريخ المكتوب (نحو 3100 قبل الميلاد)، وحتى سقوط بابل في عام 539 قبل الميلاد، عندما غزتها الإمبراطورية الأخمينية. سقط الإسكندر الأكبر في عام 332 قبل الميلاد، وأصبحت بعد وفاته جزءًا من الإمبراطورية السلوقية اليونانية.
أصبحت بلاد ما بين النهرين في نحو عام 150 قبل الميلاد تحت سيطرة البارثيين، وتحولت إلى ساحة معركة بينهم وبين الرومان الذين سيطروا دوريًا على أجزاء من بلاد ما بين النهرين (خاصة آشور). سقطت المنطقة بأيدي الفرس الساسانيين في عام 226 ميلادي، وبقيت تحت حكمهم حتى الغزو العربي الإسلامي للإمبراطورية الساسانية في القرن السابع الميلادي. وُجد عدد من الولايات المسيحية في بلاد ما بين النهرين بين القرن الأول والقرن الثالث الميلادي، بما فيها أديابين وأشرون وهاترا.

### السومريون
تشهد الأدلة التاريخية على وجود السومريين خلال الألفية الخامسة قبل الميلاد. عمل السومريون على تزيين الخزف بطلاء زيتي من خشب الأرز، وطوروا صناعة المجوهرات.
تُعتبر لوحة الحرب والسلم السومرية واحدة من أبرز القطع الأثرية المتبقية من الحضارة السومرية. يعود تاريخها إلى نحو 2500 سنة قبل الميلاد، وهي عبارة عن صندوق خشبي مطعم بالأصداف واللازورد. تصور هذه القطعة الأثرية الجنود الذين يستعرضون السجناء مع ملكهم على إحدى الجهات، بينما يقدم الفلاحون الهدايا للملك على الجانب الآخر من الصندوق، كدليل مذهل يشهد على حيوية الفن في هذه الثقافة القديمة. حققت الحضارة السومرية الكثير من التقدم الكبير. فعلى سبيل المثال، هناك العجلة التي جعلت النقل أسهل بالنسبة للسومريين، والقوس الذي يُعد أعظم إنجاز معماري في سومر، وبنى المهندسون المعماريون السومريون الزقورات، وهي عبارة عن معابد على شكل هرم، وآمنوا أن الآلهة قد عاشت في قمم هذه المعابد. يدعي الملوك أن الآلهة اختارتهم وأرسلتهم لحكم البلاد، فيتبع الشعب في سومر قوانين الملك بسعادة. يمتلك الملك الكثير من الوظائف المهمة مثل قيادة الجيش والاهتمام بالري الذي يمكن للسومريين من خلاله السيطرة على الأنهار. تحارب الحكام من أجل السيطرة على الأراضي واستمرت الحياة بالنسبة للسومريين.

### بابل
يعد غزو البابليين لكل من سومر وأكاد، نقطة تحول في التاريخ الفني والسياسي للمنطقة.
استغل البابليون وفرة الطين في بلاد ما بين النهرين في صناعة الطابوق، الذي أدى استخدامه إلى التطور المبكر للأعمدة والدعامات، فضلًا عن التصوير الجصي وبلاطات المينا. لُونت الجدران ببراعة، وطُليت في بعض الأحيان بالبرونز أو الذهب وكذلك البلاطات، بالإضافة إلى مخاريط الطين النضيج التي شكلت جزءًا من الجص.
كان البابليون عمال معادن عظماء، إذ صنعوا أدوات عملية وجميلة المظهر من النحاس. يُرجح أن بابل كانت الموطن الأصلي لأعمال النحاس التي امتدت غربًا مع الحضارة المنتمية إليها. بالإضافة إلى أن الحاجة إلى الحجارة في بابل جعل من كل حصاة شيئًا ثمينًا، مما أدى إلى الكمال التام في قطع الأحجار الكريمة. شملت فنون بابل النسيج أيضًا، واشتهرت الحضارة البابلية منذ بداياتها بالتطريز والسجاد.

### آشور
لم تستمر المملكة البابلية إلى الأبد مثل جميع الممالك الأخرى، واحتل الآشوريون بابل عند سقوطها فورثت آشور فنونها وكذلك إمبراطوريتها.
نسخ المهندسون والفنانون الآشوريون الأساليب والمواد البابلية في بداية الأمر، ولكنهم بدأوا مع مرور الوقت يتخلصون من التأثيرات البابلية. أُحيطت القصور الآشورية بألواح حجرية بدلًا من الطابوق، وقد لُونت بدل أن تكون مطلية مثل تلك التي نجدها عندها الكلدو. أما بالنسبة للنقش البارز فقد جسدت شخصيات، وتعد التماثيل في مدينة جيرسو مثالًا على أوائل التماثيل الآشورية. تميزت بكونها واقعية إلا أنها غير متقنة.
لم يُعثر على عينات رائعة من الفن المعدني الذي يعود لبدايات آشور، ولكن التميز العظيم تحقق في عصور لاحقة وتمثل في صناعة المجوهرات التي تضمنت الأقراط والأساور المصنوعة من الذهب. صُنع النحاس أيضًا بمهارة.
تميزت أشكال الفخار الآشوري برشاقتها، بينما اشتُق الخزف، مثل الزجاج المكتشف في قصور نينوى من أصول مصرية. يبدو أن الزجاج قُدم لأول مرة في عهد سرجون الثاني. استُخدم الحجر والطين والزجاج في صناعة المزهريات. استُخرجت مزهريات مصنوعة من الحجارة الصلبة من تيلو في فترة الأسر الحاكمة الأولى في مصر.
روج آشوربانيبال للفن والثقافة وامتلك مكتبة واسعة من اللوحات المسمارية في نينوى.

## معرض صور

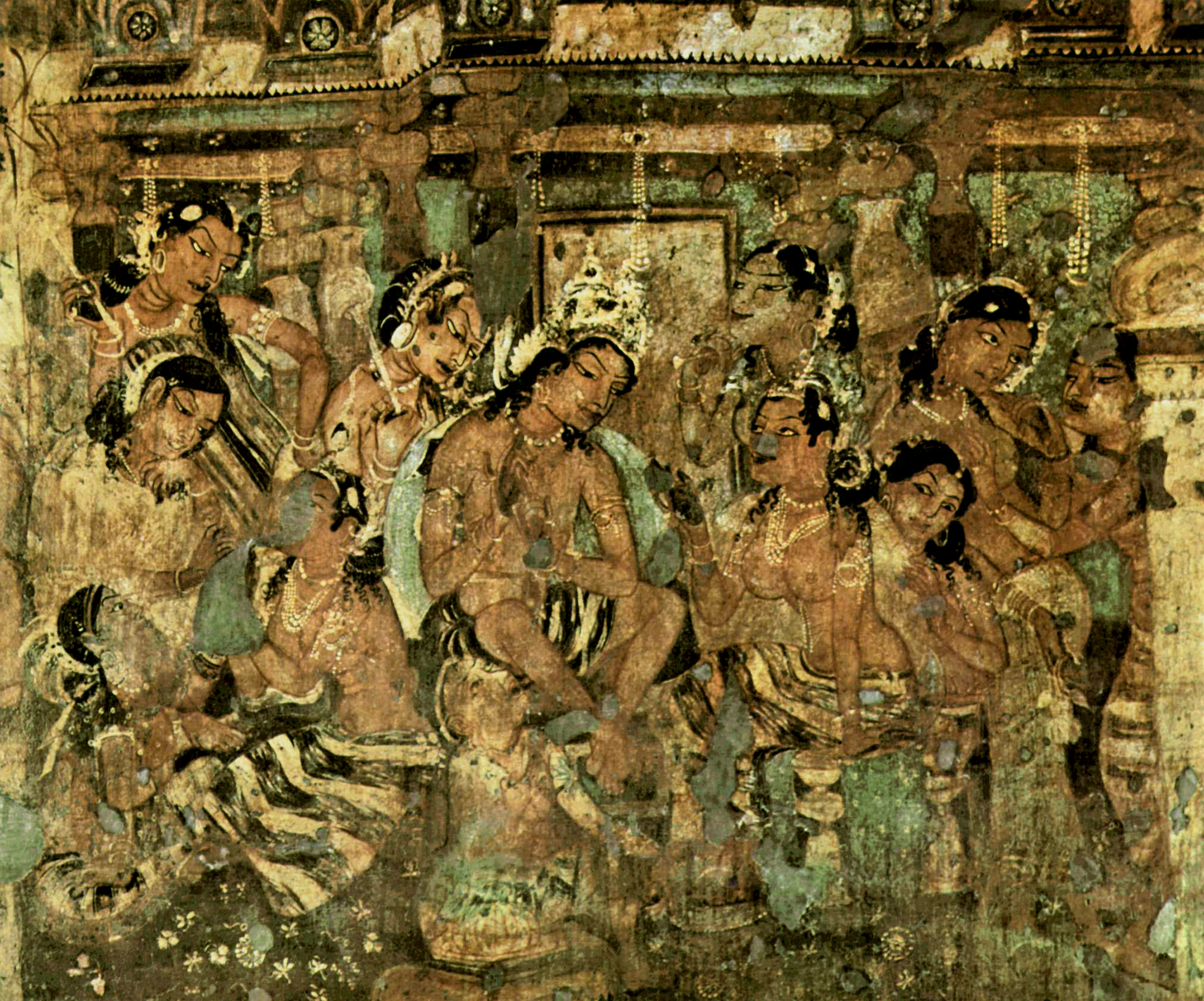
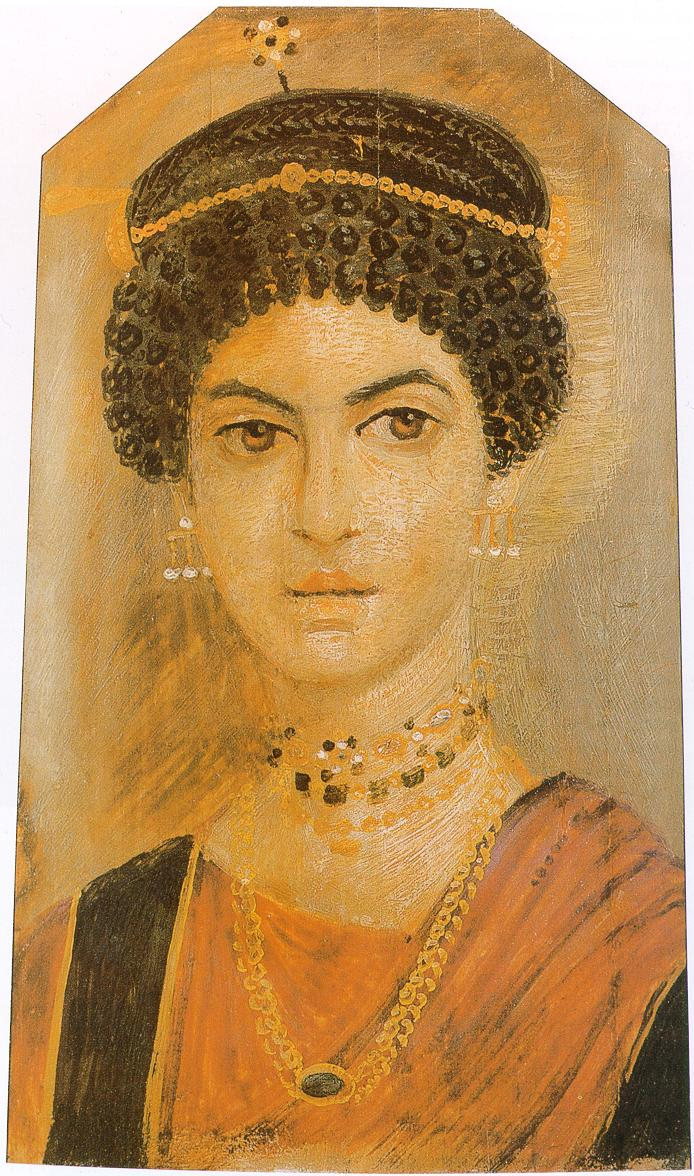
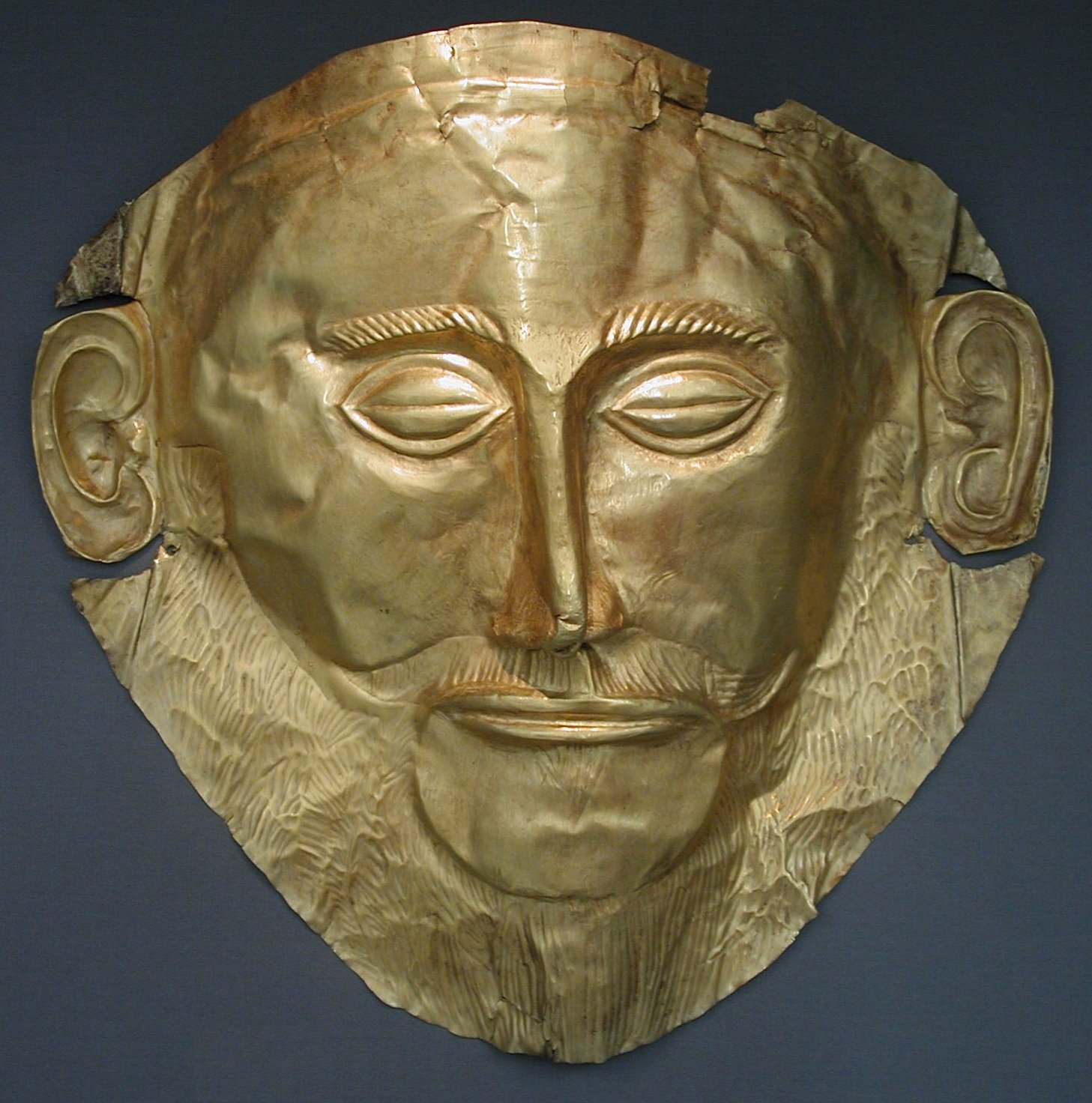